# نامزدهای دونالد ترامپ برای دادگاه عالی

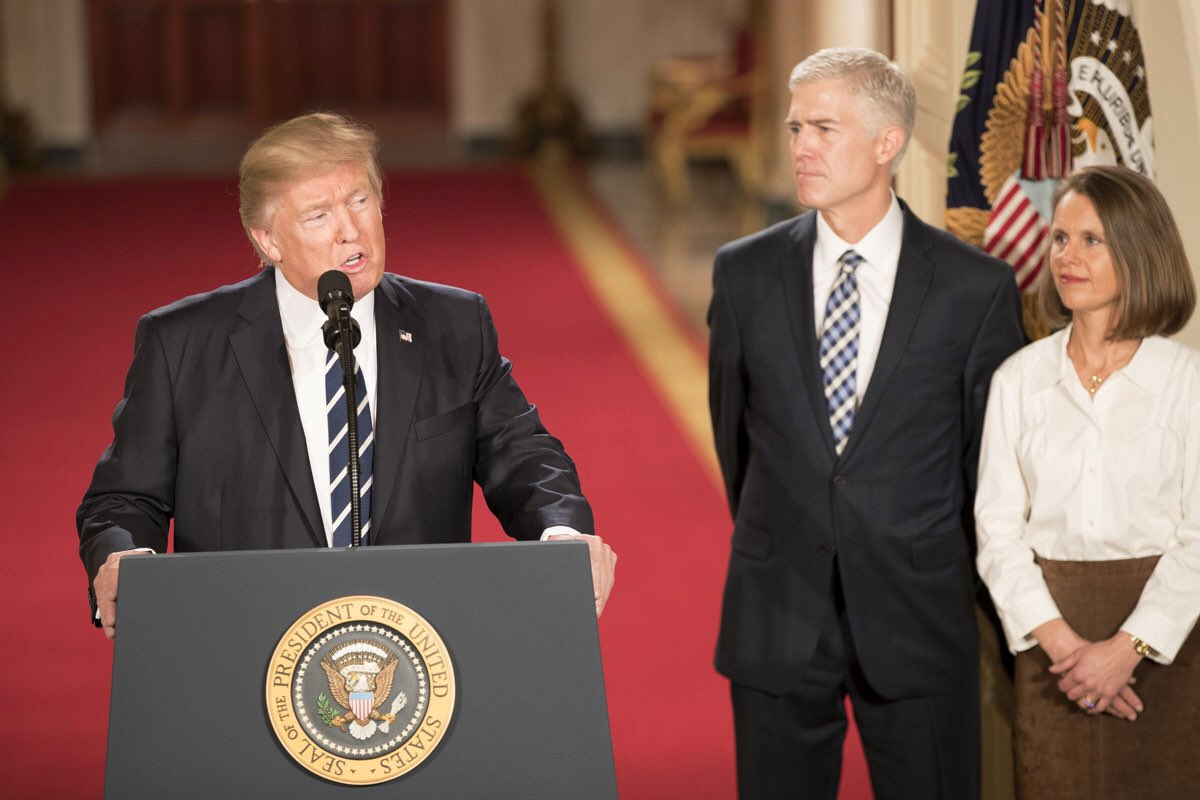
قاضی نیل گرساچ، همسرش لوئیز، و رئیس‌جمهور دونالد ترامپ در طول اعلام این انتصاب در اتاق شرقی کاخ سفید.

با مشورت و رضایت سنای ایالات متحده، رئیس‌جمهور ایالات متحده اعضای دیوان عالی ایالات متحده را منصوب می‌کند که بالاترین دادگاه در قوه قضائیه فدرال ایالات متحده است. پس از پیروزی در انتخابات ریاست‌جمهوری ۲۰۱۶، دونالد ترامپ، نامزد جمهوری‌خواه، در ۲۰ ژانویه ۲۰۱۷ به عنوان رئیس‌جمهور سوگند یاد کرد و بلافاصله با یک جای خالی در دیوان  عالی مواجه شد که به دلیل درگذشت قاضی دستیار آنتونین اسکالیا در فوریه ۲۰۱۶ ایجاد شده بود.
در طول کمپین انتخابات ۲۰۱۶، ترامپ دو لیست از نامزدهای احتمالی برای دیوان  عالی منتشر کرده بود. پس از به دست گرفتن قدرت، او نیل گورساچ را به عنوان جانشین اسکالیا معرفی کرد و گورساچ در آوریل ۲۰۱۷ تأیید شد. در نوامبر ۲۰۱۷، پنج نام دیگر به لیست‌های قبلی نامزدهای احتمالی اضافه شد. در ژوئن ۲۰۱۸، قاضی دستیار آنتونی کندی بازنشستگی خود را اعلام کرد و جای خالی دوم در دیوان  عالی ایجاد شد. در اوایل ژوئیه ۲۰۱۸، ترامپ برت کاوانا را به عنوان جانشین او معرفی کرد؛ کاوانا در ۶ اکتبر ۲۰۱۸ تأیید شد. پس از درگذشت قاضی دستیار روت بیدر گینزبرگ در ۱۸ سپتامبر ۲۰۲۰، ترامپ ایمی کانی برت را در ۲۶ سپتامبر ۲۰۲۰ به عنوان جانشین او معرفی کرد. دقیقاً یک ماه بعد، در ۲۶ اکتبر ۲۰۲۰، برت با رأی ۵۲–۴۸ تأیید شد.
تأیید گورساچ، کاوانا و برت با تغییر قوانین توسط جمهوری‌خواهان سنا در سال ۲۰۱۷ امکان‌پذیر شد، که «گزینه هسته‌ای» را برای نامزدهای دیوان  عالی اعمال کرد و اجازه داد نامزدها با رأی اکثریت ساده به جای اکثریت سه‌پنجم که قبلاً مرسوم بود، تأیید شوند. لئونارد لئو نقش کلیدی در انتخاب نامزدهای ترامپ و کمک به آن‌ها برای موفقیت در جلسات استماع تأیید سنا داشت.
پس از انتخاب مجدد ترامپ برای یک دوره دوم غیرمتوالی در انتخابات ریاست‌جمهوری ۲۰۲۴ و ورود به کاخ سفید با اکثریت قاطع جمهوری‌خواهان در سنا، ناظران اشاره کردند که او احتمالاً فرصت خواهد داشت چند قاضی دیگر را منصوب کند. گمانه‌زنی‌ها درباره قضات احتمالی که ممکن است بازنشسته شوند، بر ساموئل آلیتو و کلارنس توماس متمرکز بود. اگر هر دو توماس و آلیتو بازنشسته شوند و جانشینان آن‌ها توسط ترامپ منصوب شوند، او اولین رئیس‌جمهور از زمان دوایت آیزنهاور خواهد بود که اکثریت قضات دیوان  عالی را شخصاً منصوب کرده است.

## منبع
- https://en.wikipedia.org/w/index.php?title=Donald_Trump_Supreme_Court_candidates&oldid=1276598813
- https://s3.documentcloud.org/documents/2719115/Senate-SCOTUS-Letter.pdf